# Gunter Pauli
Gunter Pauli (* 3. März 1956 in Antwerpen) ist ein Unternehmer und Designer und Gründer von The Blue Economy. Er wurde „der Steve Jobs der Nachhaltigkeit“ genannt. Andere nannten Gunter Pauli den „Che Guevara der Nachhaltigkeit“.

## Leben und Arbeit
Gunter Pauli hat einen Abschluss in Wirtschaft an der Loyola’s University in Belgien und einen MBA der INSEAD in Frankreich.
Er ist Unternehmer in verschiedenen Bereichen. 1991 kaufte er 50 % des bankrotten Waschmittelherstellers Ecover und baute ein zu 100 % ökologisches Firmengebäude, das 1992 fertiggestellt wurde.
Sein erstes Buch war die Biografie von Aurelio Peccei, dem Gründer des Club of Rome, dessen Assistent er von 1979 bis 1984 war. Er veröffentlichte mehrere Bücher sowie Märchen für Kinder, die in 43 Sprachen übersetzt wurden.
1989 wurde er als Unabhängiger ins Europäische Parlament gewählt, lehnte den Sitz jedoch wegen geschäftlicher Verpflichtungen ab.
Gunter Pauli führt als einen seiner größten Erfolge das Mozarteum Belgicum an, die Organisation des „Mozartjahres“ in Belgien und auch Japan, für die er mit der „Goldenen Medaille des Landes Salzburg“ ausgezeichnet wurde.

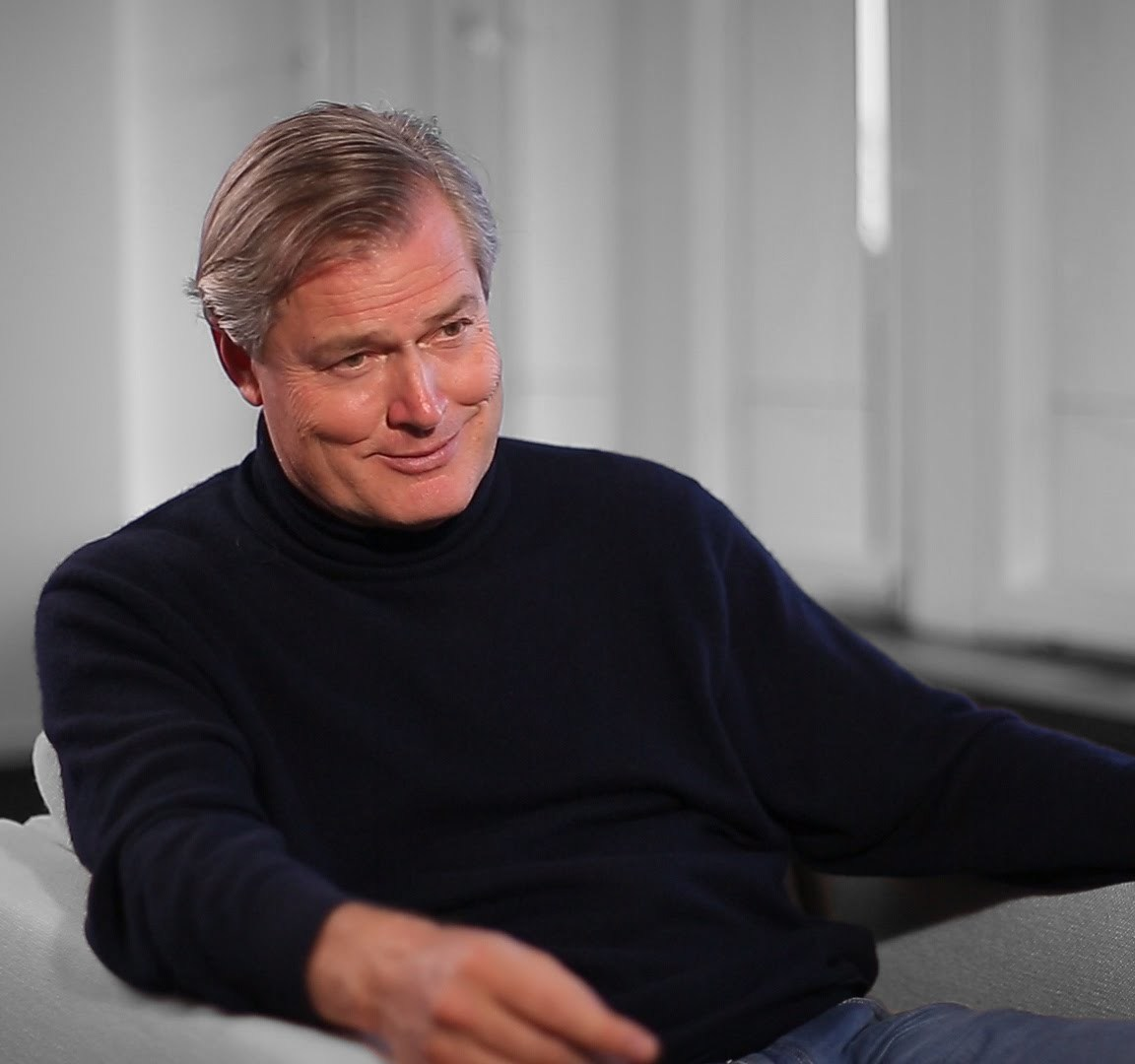
Gunter Pauli (2016)

Außerdem ist er Gründer und ehemaliger Präsident der Worldwatch Europe sowie Empfänger vieler Ehrungen und Preise.
1994 wurde er an die United Nations University in Tokyo gerufen, um das Kyoto-Protokoll vorzubereiten (Budget von 10 Millionen USD pro Jahr über 3 Jahre). Dort co-initiierte er die Zero Emissions Research Initiative (ZERI) 1994 in Tokyo mit der Unterstützung der Japanischen Regierung und der United Nations University (UNU). Ende der 1990er Jahre endete seine Arbeit für die UNU. ZERI wurde in Zero Emissions Research and Initiatives umbenannt. Bei der Entwicklung der Grundprinzipien und der Initiative entwickelte sich in Zusammenarbeit mit Forschern aus 80 Ländern die Vision einer Gesellschaft und Wirtschaft, die The Blue Economy genannt würde. Bis 2014 haben 34 Organisationen weltweit 188 Projekte durchgeführt. 
Gunter Pauli ist für das Open-Source-Konzept und lehnt die Registrierung seiner Designs ab.
Er baute den ZERI-Pavillon auf der Expo 2000 in Hannover, der mit 6,4 Millionen Besuchern die meistgesehene Ausstellungsfläche der Expo war.
Er lebt seit 1994 in Kamakura, Japan, ist mit Katherina Bach verheiratet und hat sechs Kinder.

## Schriften
- Gunter Pauli: Upcycling. Riemann, 1999, ISBN 3-570-50006-3.
- Gunter Pauli: The Blue Economy. Paradigm Publishers, 2010, ISBN 978-0912111902.